# Friedrich Adolf Riedesel
Friedrich Adolf Riedesel, Freiherr zu Eisenbach (Lauterbach, 3 giugno 1738 – Braunschweig, 6 gennaio 1800) è stato un generale tedesco che combatté nella Guerra dei sette anni e nella Rivoluzione Americana.
Era il comandante dei Braunschweiger Jäger, un reggimento di soldati provenienti dal Ducato di Brunswick-Lüneburg, incorporati tra i mercenari tedeschi assoldati dal Regno di Gran Bretagna durante la Guerra d'Indipendenza Americana
Comandò i reparti tedeschi durante la Battaglia di Saratoga ma fu catturato e imprigionato a New York, dove dopo un anno venne scambiato con il generale William Thompson.
Venne nominato a capo del distretto di Sorel in Québec e nel 1783 fece ritorno in patria dove in seguito nel 1793 fu promosso a comandante della città di Braunschweig.